# Груша обыкновенная
Гру́ша обыкнове́нная, или Груша садовая, или ди́кая груша (лат. Pýrus commúnis) — один из видов рода Груша, распространённый на территории от Восточной Европы до Западной Азии.
На основе этого вида выведено большинство культурных сортов груши, выращиваемых в регионах с умеренным климатом на территории Европы, Северной Америки и Австралии. В Западной Азии больше используются два других вида груши — Груша грушелистная (Pyrus pyrifolia) и Груша Бретшнейдера (Pyrus bretschneideri).

## Название
Груша (дерево и плод) на Руси носила также название «дульное дерево», «дуля», причём собственно грушей называлось дерево, у плодов которой имеются ярко выраженная суженная верхняя часть («пережа́бина»), а груша с кругловатыми плодами носила название «кукиш».

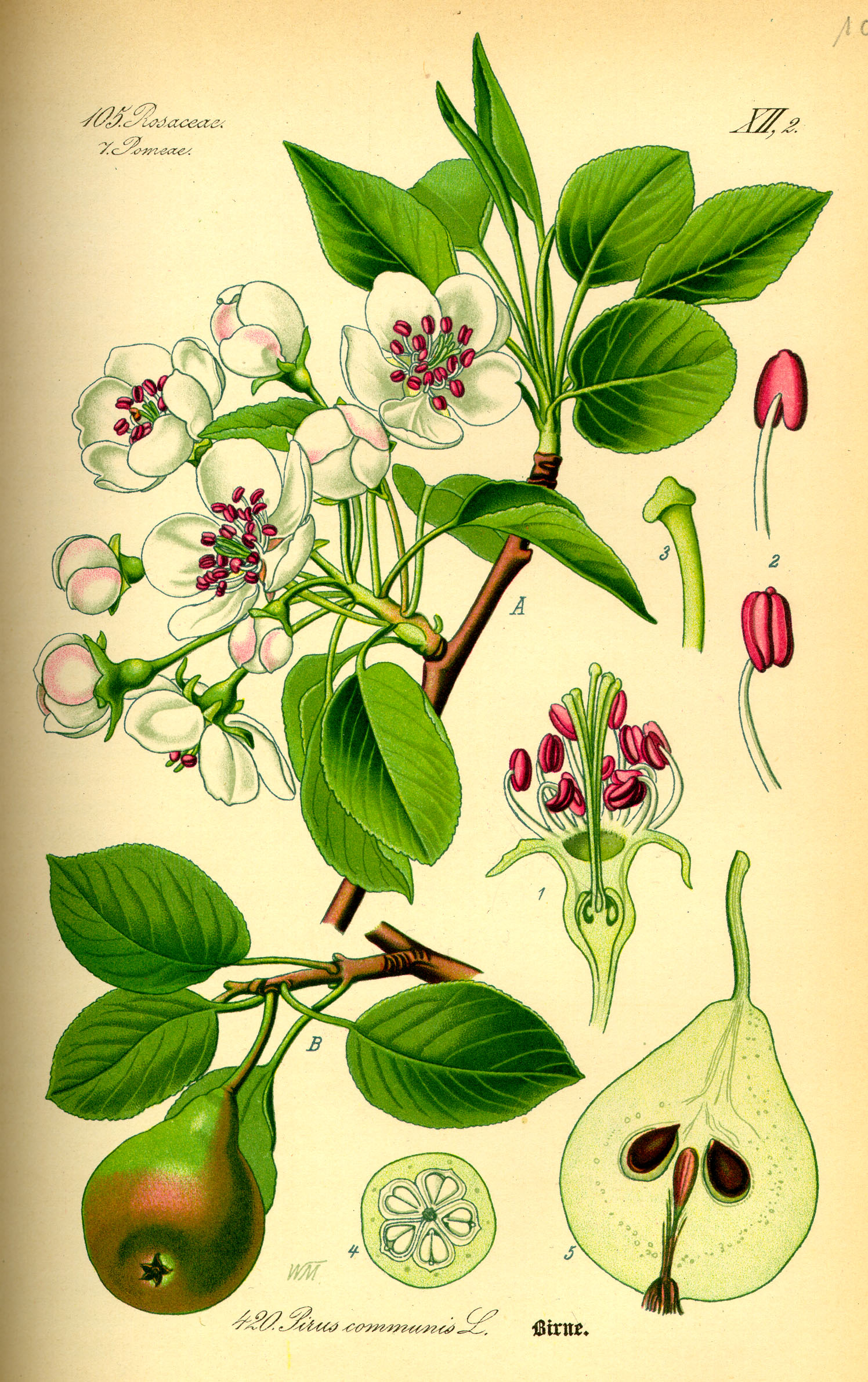

## Ботаническое описание
Дерево высотой до 20 м, иногда крупный кустарник. Побеги колючие.
Листья продолговато-округлые, коротко заострённые, кожистые, на длинных черешках, при засыхании чернеющие.
Цветки собраны по 6—12 в щитковидные соцветия, образуются из плодовых почек, сформировавшихся в предыдущем году. Околоцветник двойной, пятичленный. Венчик до 3,5 см в диаметре, снежно-белого, иногда розоватого цвета. Тычинок много, они имеют фиолетово-розоватую окраску. Нектароносная ткань расположена на открытом цветоложе. Как у дикорастущих, так и у культурных форм цветение обильное, начинается с появлением листьев, в мае, несколько раньше, чем у яблони. Деревья в насаждениях цветут 14—16 дней, отдельные цветки до 5 дней.
Плоды грушевидные или округлые, созревают в августе — сентябре.

## Химический состав
Плоды состоят из 70—85 % воды, 6—13 % сахаров (в основном моносахара), 0,29 % золы, 0,12—0,19 % яблочной лимонной кислоты, до 4 % пектинов и дубильных веществ, немного каротина. Содержание аскорбиновой кислоты около 16 мг %. В семенах содержится 12—21 % жирного масла.

## Хозяйственное значение и использование

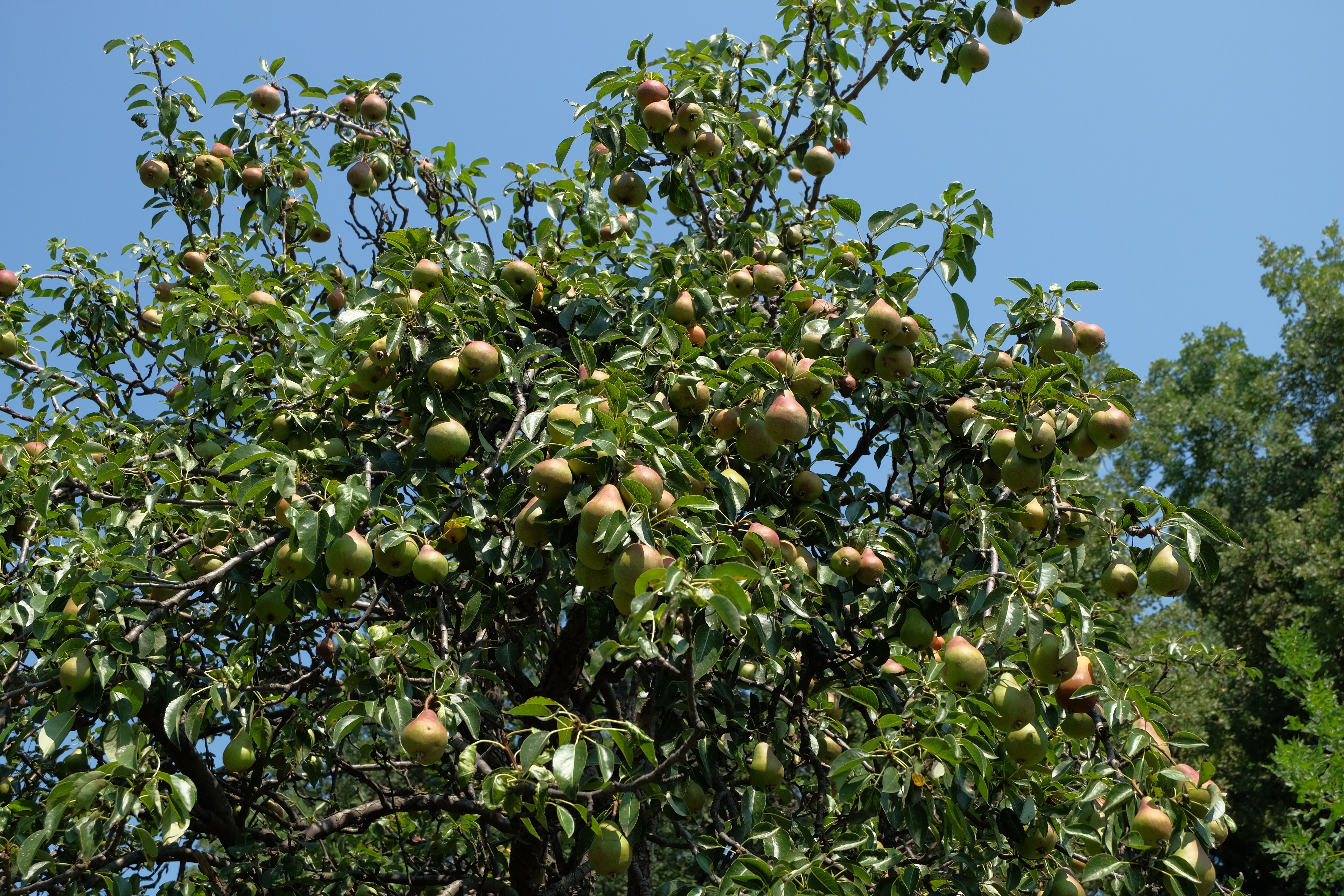
Дерево с плодами

Плоды груши обыкновенной используют для компотов и приготовления эссенции, из которой делают фруктовые напитки; они пригодны для выгонки вина и уксуса, из них варят квас. На Кавказе сушёные плоды размалывают и добавляют в муку, из которой пекут лепёшки. Лучшие по качеству плоды груш можно использовать на варенье, повидло, пастилу. Поджаренные семена на Кавказе использовали для приготовления суррогата кофе.
После опадения плоды поедаются всем скотом и особенно свиньями. Свиньям плоды быстро приедаются, и через 5—10 дней они перестают их есть. Поэтому рекомендуется чередовать участки с грушами на участки с желудями и каштанами. После заморозков листья поедаются овцами, козами и крупным рогатым скотом. Олени и лоси охотно поедают осенью побеги и листья.
Из-за наличия каменистых клеток, придающих зернистость плодам, употребление мякоти плодов груш в любом виде (допустимо только употребление сока, компота без мякоти) нежелательно при некоторых заболеваниях желудочно-кишечного тракта, в частности при панкреатитах.
Цветки груши дают пчёлам очень ценный весенний взяток нектара и пыльцы, однако по медоносности груша уступает вишне, сливе и яблоне. Продуктивность мёда грушей — около 20 кг мёда с 1 гектара насаждений. Нектар, собираемый пчёлами, содержит мало сахара. По другим данным, цветки выделяют за день до 1 мг сахара в нектаре и образуют много пыльцы, а продуктивность мёда насаждениями составляет 10—25 кг/га.
Грушу обыкновенную широко используют в степном лесоразведении, полезащитных и придорожных насаждениях.
Древесина имеет красивый рисунок и цвет, идёт на различные столярные и токарные изделия (чертёжные доски, линейки, музыкальные инструменты и др.), а также для скульптур.
Корой раньше красили ковры и ткани кустарной выработки в коричневый цвет.

## Классификация

### Таксономическое положение
- Pyrus communis L., 1753, Sp. Pl. : 479

Вид Груша обыкновенная относится к роду Груша (Pyrus) семейства Розовые (Rosaceae) порядка Розоцветные (Rosales), последовательно входящего в более крупные клады Фабиды → Розиды → Суперрозиды → Эвдикоты → Цветковые растения. Таксономическая схема в соответствии с Системой APG IV по состоянию на июнь 2024 года:
|  |                          |  |                                   |                                   |                   |  | еще 8 семейств | еще 8 семейств |                    |  |                         |  | еще 79 подтвержденных видов и 476 видов, ожидающих подтверждения | еще 79 подтвержденных видов и 476 видов, ожидающих подтверждения |  |
|  |                          |  |                                   |                                   |                   |  | еще 8 семейств | еще 8 семейств |                    |  |                         |  | еще 79 подтвержденных видов и 476 видов, ожидающих подтверждения | еще 79 подтвержденных видов и 476 видов, ожидающих подтверждения |  |
|  |                          |  |                                   | порядок Розоцветные               |                   |  |                |                | род Груша          |  |                         |  |                                                                  |                                                                  |  |
|  |                          |  |                                   | порядок Розоцветные               |                   |  |                |                | род Груша          |  | 2 внутривидовых таксона |  |                                                                  |                                                                  |  |
|  | клада Цветковые растения |  |                                   |                                   | семейство Розовые |  |                |                | Груша обыкновенная |  |                         |  |                                                                  |                                                                  |  |
|  | клада Цветковые растения |  |                                   |                                   |                   |  |                |                |                    |  |                         |  |                                                                  |                                                                  |  |
|  |                          |  | ещё 63 порядка цветковых растений | ещё 63 порядка цветковых растений |                   |  |                | еще 116 родов  | еще 116 родов      |  |                         |  |                                                                  |                                                                  |  |
|  |                          |  |                                   | ещё 63 порядка цветковых растений |                   |  |                |                | еще 116 родов      |  |                         |  |                                                                  |                                                                  |  |

### Внутривидовые таксоны
По современной классификации выделяются два внутривидовых таксона:
- Pyrus communis L. subsp. communis
- Pyrus communis L. subsp. caucasica (Fed.) Browicz [syn.  Pyrus caucasica Fed. — Груша кавказская]basionym

Некоторыми систематиками также выделяется еще один подвид
- Pyrus communis L. subsp. pyraster (L.) Ehrh. [syn.  Pyrus pyraster (L.) Burgsd. — Груша лесная]